# Galium leptum
Galium leptum är en måreväxtart som beskrevs av Rodolfo Amando Philippi. Galium leptum ingår i släktet måror, och familjen måreväxter. Inga underarter finns listade i Catalogue of Life.